# Рыхотка (приток Дона)
Рыхотка — река в России, протекает по Тульской и Липецкой областям. Правый приток Дона.

## География
Река Рыхотка берёт начало у деревни Рыхотка (Куркинского района Тульской области) при слиянии Орлова ручья и ручья Шеховского. Течёт на северо-восток. По реке в среднем течении проходит граница Тульской и Липецкой областей. Рыхотка впадает в Дон у села Екатерининского. Устье реки находится в 1782 км от устья реки Дон по правому берегу. Длина реки составляет 23 км, площадь водосборного бассейна — 213 км².
Рыхотка протекает через населённые пункты Тульской и Липецкой областей: Рыхотка (Липецкая область), Воскресенское, Зыбовка, Жохово, Огарёво, Майское, Зиборовка, Рыхотка (Тульская область).

## Притоки
Притоки приводятся от устья к верховью реки. Многие притоки имеют сезонный сток.

### Левые притоки
- ручей Зыбовский, исток — севернее д. Зыбовка, устье — западнее д. Зыбовка.
- ручей Каменная Гора с притоками, исток — около урочища Полевые Озерки, устье — западнее д. Жохово.
- ручей Майский, исток — северо-западнее д. Майское, устье — юго-западнее д. Майское.
- ручей Рыхотский, исток — южнее урочища Рыхотские Выселки, устье — севернее д. Рыхотка (Тульская обл.).
- ручей Шеховской, исток — восточнее д. Кусты, устье — при слиянии с ручьём Орловым.
- ручей Орлов, исток — юго-западней урочища Новопоселенная Орловка, устье — при слиянии с ручьём Шеховским.

### Правые притоки
- ручей Моровинский, исток — в урочище Моровинское, устье — западнее д. Бегичево.
- ручей Воскресенский с притоками, исток — у д. Маринки, устье — у д. Воскресенское.
- ручей Лебедевский, имеет левый приток, исток — южнее д. Огарёво, устье — у д. Огарёво.
- ручей Андреевский с притоками, исток — у д. Новотроицкое, устье — восточнее д. Рыхотка.

## Данные водного реестра
По данным государственного водного реестра России относится к Донскому бассейновому округу, водохозяйственный участок реки — Дон от истока до города Задонск, без рек Красивая Меча и Сосна, речной подбассейн реки — бассейны притоков Дона до впадения Хопра. Речной бассейн реки — Дон (российская часть бассейна).